# Kalundborg (plaats)
Kalundborg is een plaats in de Deense regio Seeland, gemeente Kalundborg. Het stadje telt 16.268 inwoners (1 januari 2021).
De plaats was in het verleden een verkeersknooppunt tussen Seeland en Jutland. Vanaf het station vertrokken veerboten naar meerdere plaatsen in Jutland. De laatste veerverbinding met Jutland, naar Aarhus, werd gestaakt in 2012. Er varen nog wel veerboten tussen Kalundborg en het eiland Samsø.

## Economie

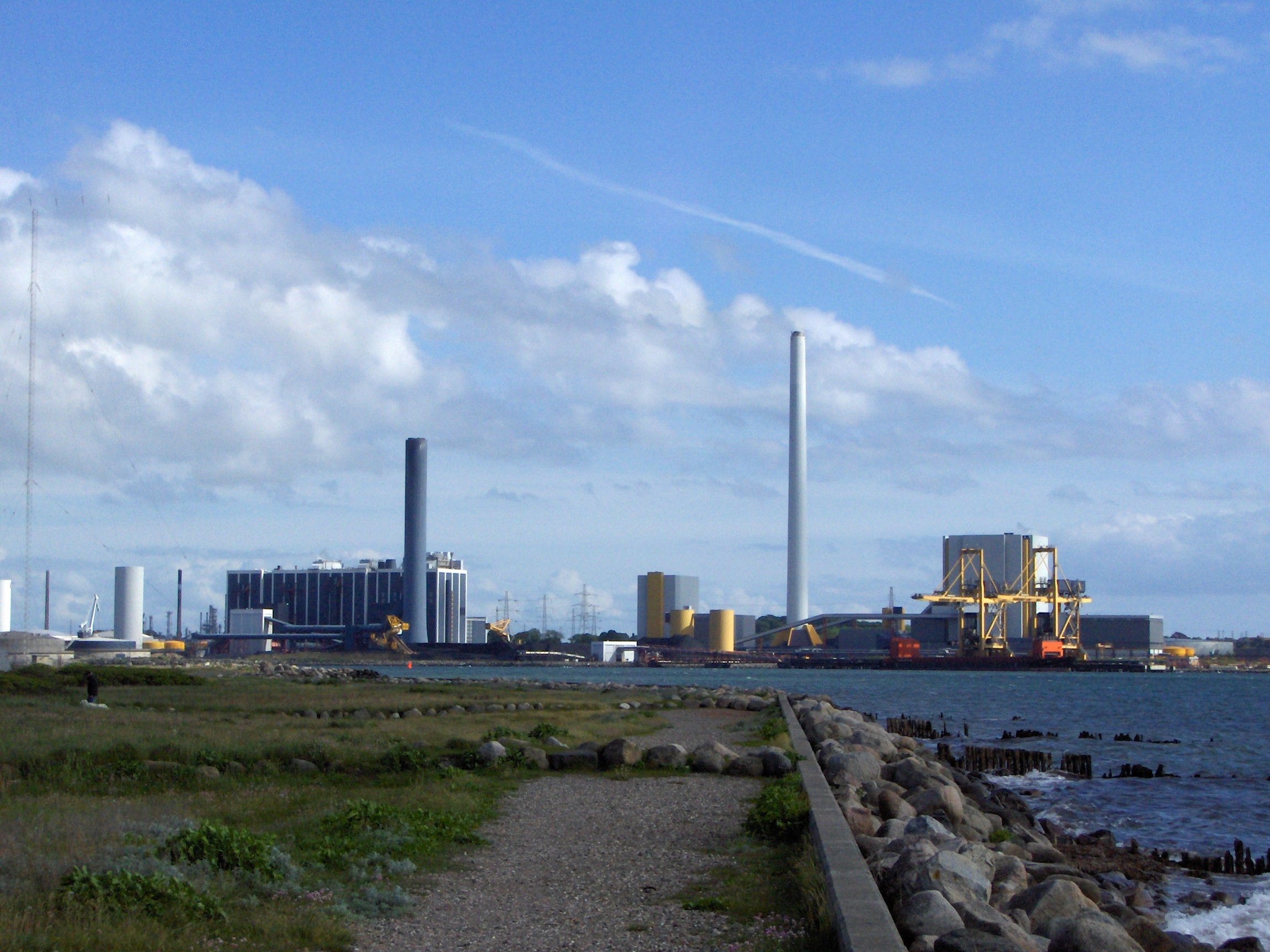
Elektriciteitscentrale Asnæsværket
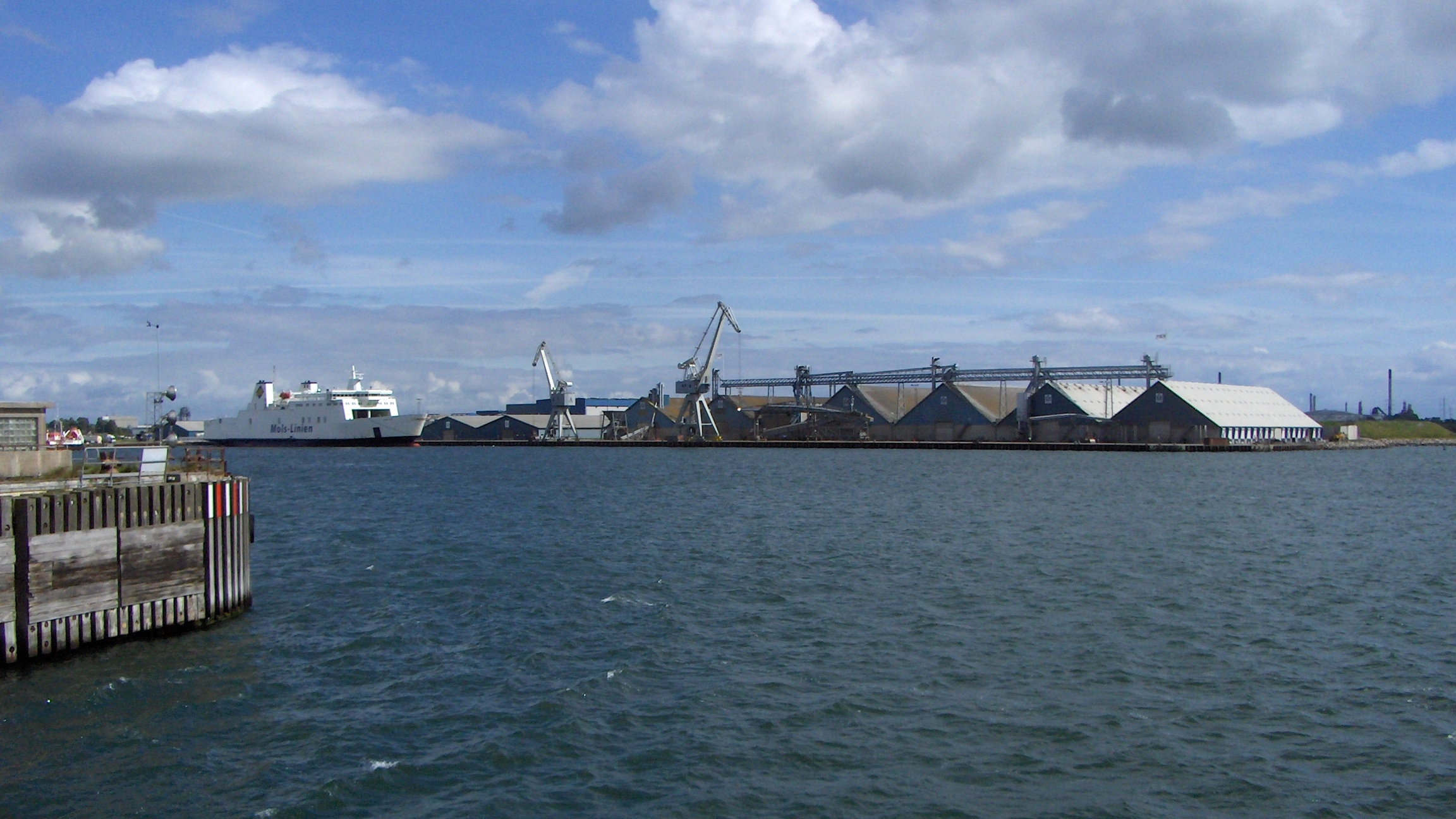
Haven
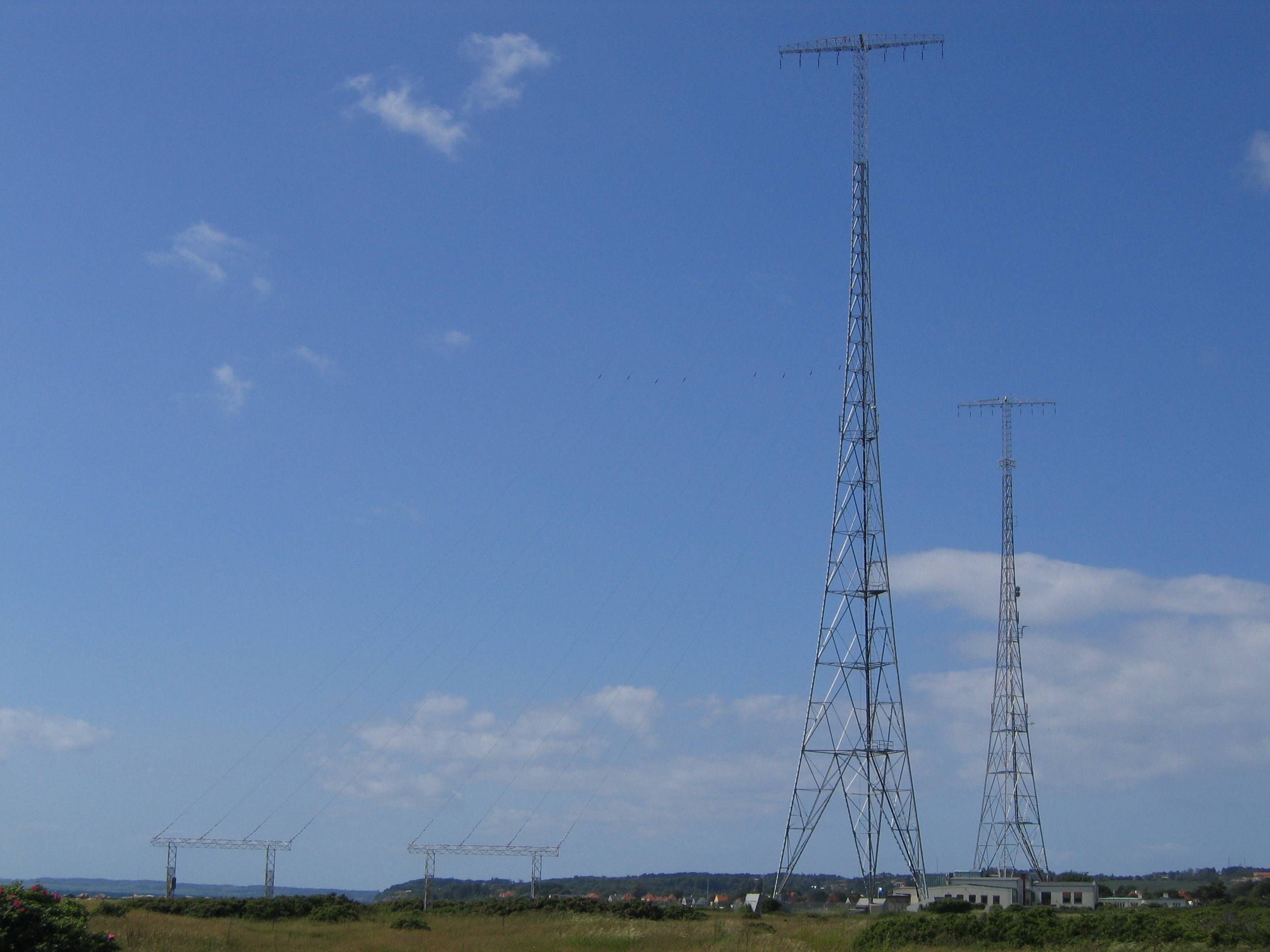
Zendmast lange-golfzender Kalundborg, 118 meter

Kalundborg is een in belang en werkgelegenheid toenemende haven- en industriestad. In 2014 was er werkgelegenheid voor circa 13.000 mensen in de private sector.
- In 2019 is een nieuwe, moderne zeehaven met containerterminal gereed gekomen.
- In de stad staat een van de belangrijkste olieraffinaderijen van Denemarken ( van Statoil).
- In Kalundborg staat een van de fabrieken van het internationale farmaceutische concern Novo Nordisk.
- Er staat ook een belangrijke chemische fabriek van Haldor Topsøe.
- Het bedrijfsleven in de stad heeft Kalundborg Eco-industrial Park in het leven geroepen. Eén en ander ging uit van de sedert 1959 in de stad staande kolencentrale Asnæsværket. Het concept is, dat de bedrijven gemeenschappelijk grondstoffen bewerken of gebruiken en zo mogelijk elkaars afvalstoffen. Het afval van het ene bedrijf is dan grondstof voor het andere. Deze industriële symbiose zorgt voor minder afval en is dus beter voor het milieu.

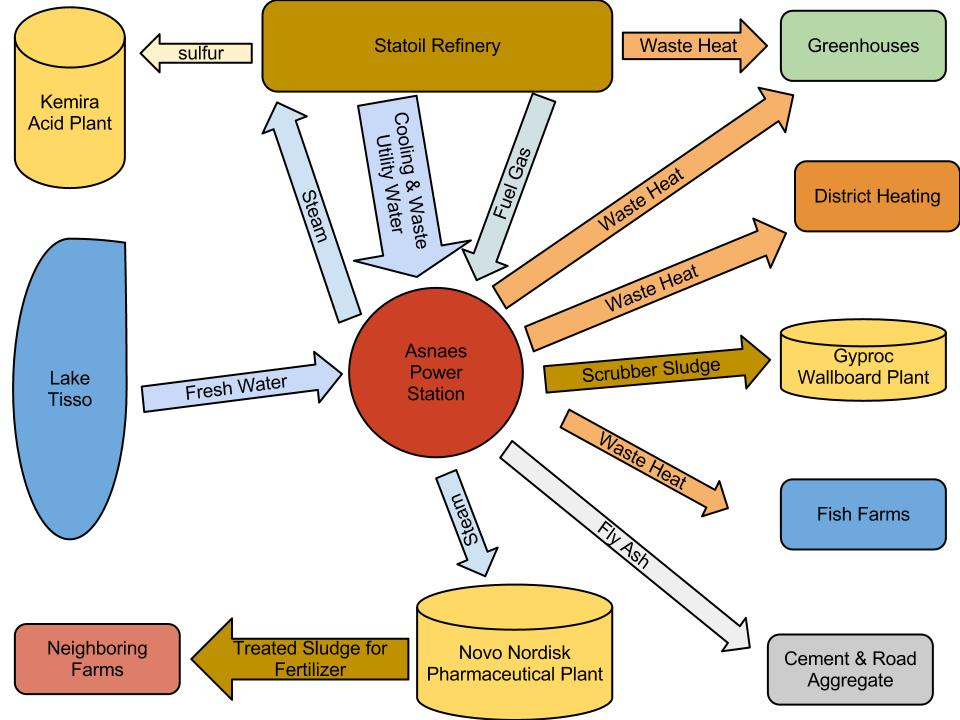
Engelstalig schema van industriële symbiose in Kalundborg Eco-industrial Park

Markant is de 118 meter hoge zendmast van een radiozender, die op de lange golf uitzendt, frequentie : 243 kilohertz.

## Bezienswaardigheden
- De evangelisch-lutherse O.L. Vrouwekerk (Vor Frue Kirke), gebouwd circa 1170-1190 in opdracht van Esbern of Esbjörn Snare, naast diens kasteel; hieromheen ontstond de stad Kalundborg; de 44 m hoge middelste toren stortte in 1827 in; de herbouw werd voltooid in 1871. In het interieur staat een barok altaar van de hand van Lorentz Jørgensen (1650). In 1921 kwam een renovatie van het stemmige interieur gereed. De kerk met zijn vijf torens geldt als een van de markantste gebouwen van geheel Scandinavië.
- In het centrum, vooral in de bovenstad (højbyen) staan verscheidene schilderachtige vakwerkhuizen
- De stad heeft een jachthaven.

## Afbeeldingen

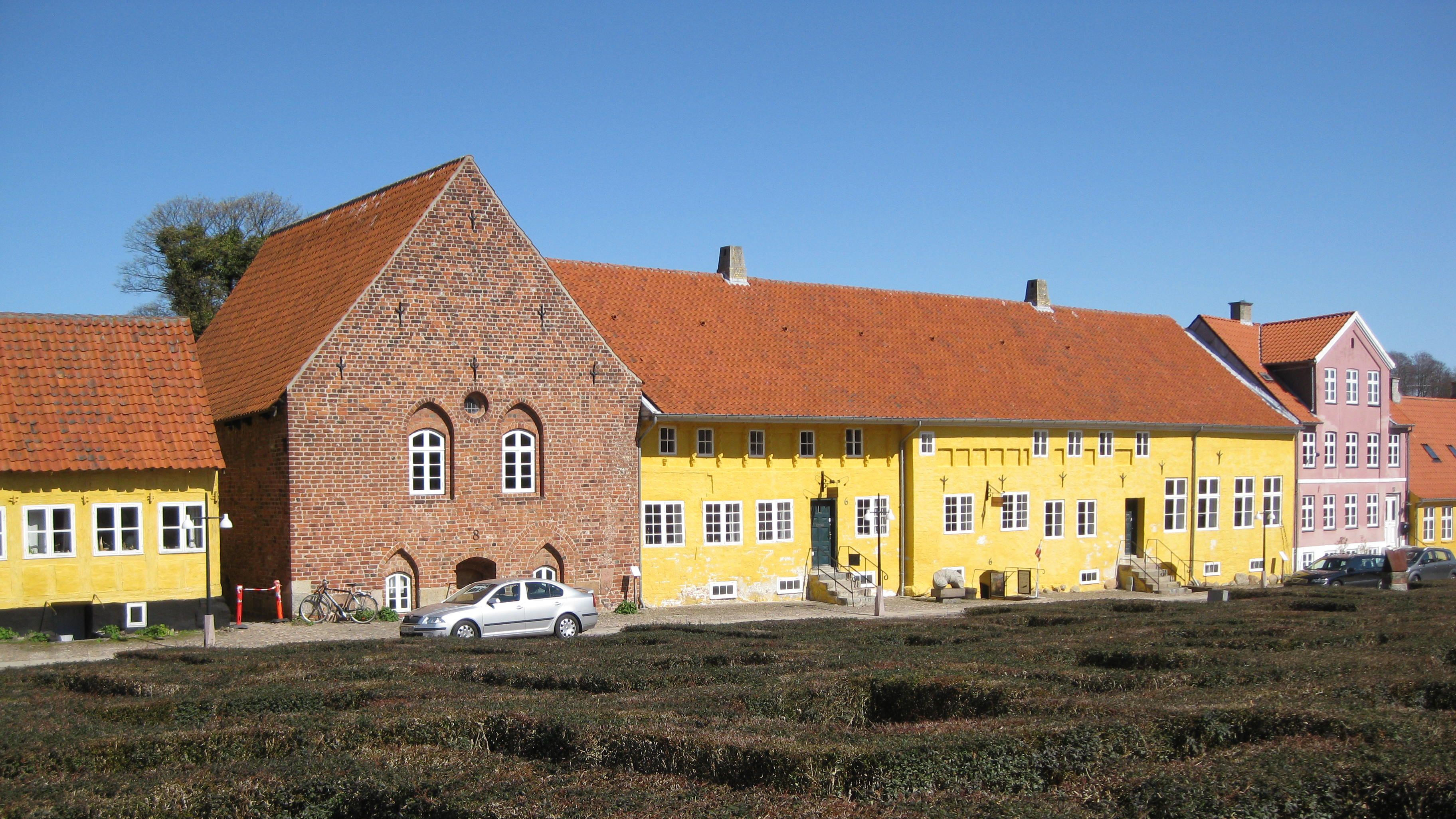
Bispegården (Bisschopshof; expositieruimte voor talentvolle beeldend kunstenaars uit de regio)
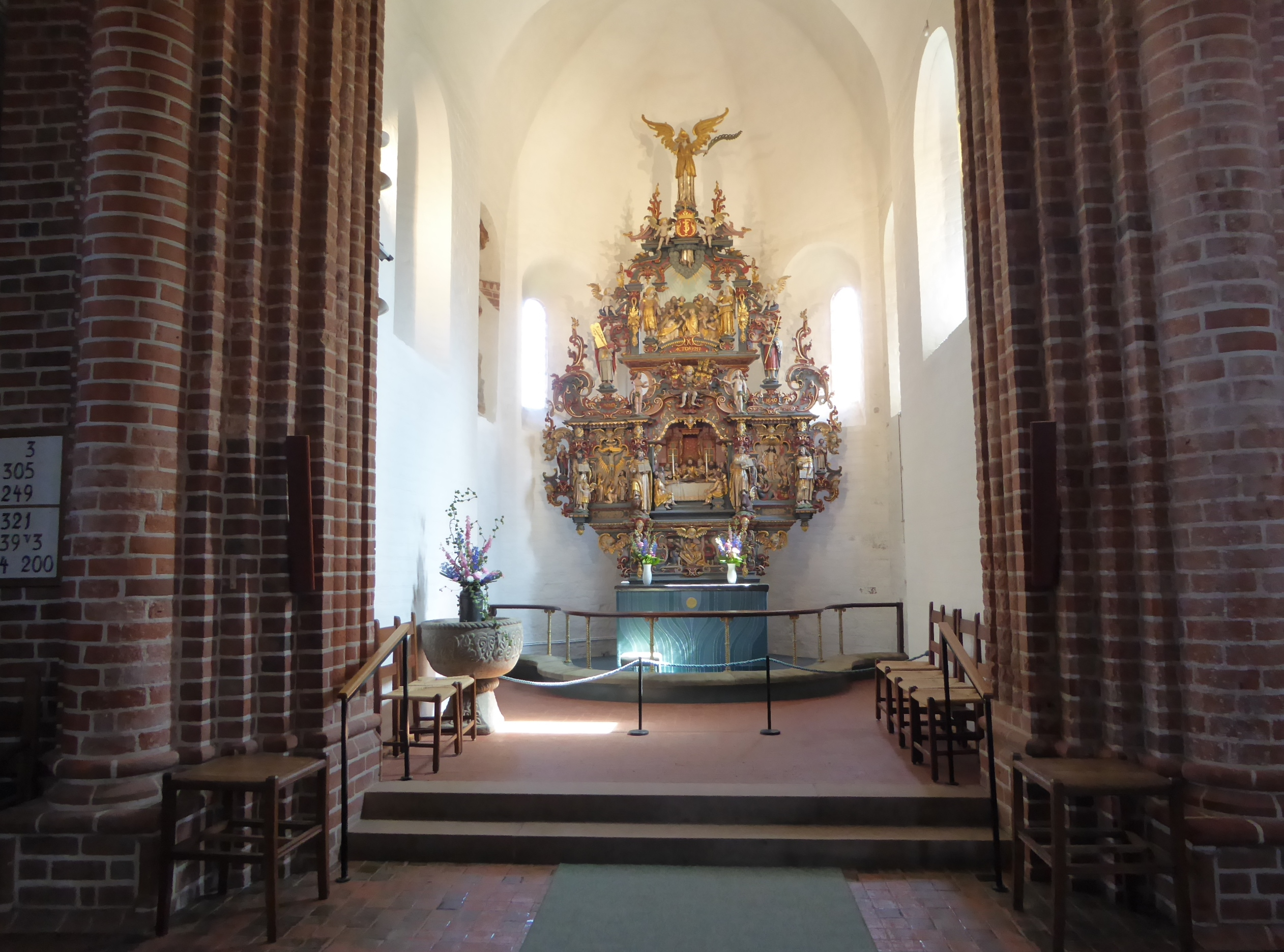
Altaar en doopvont in de O.L. Vrouwekerk
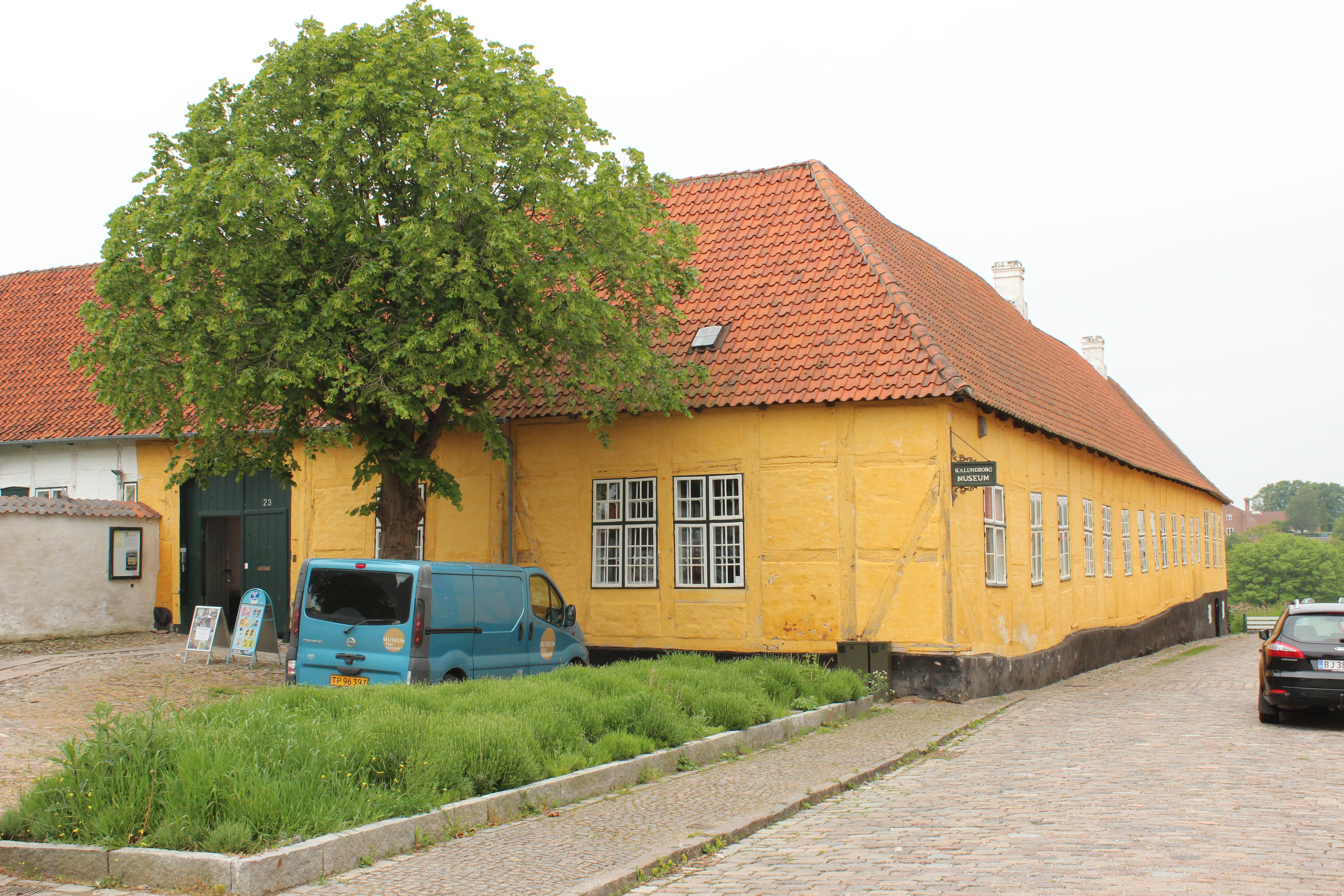
Streekmuseum van de stad Lindegården (1)
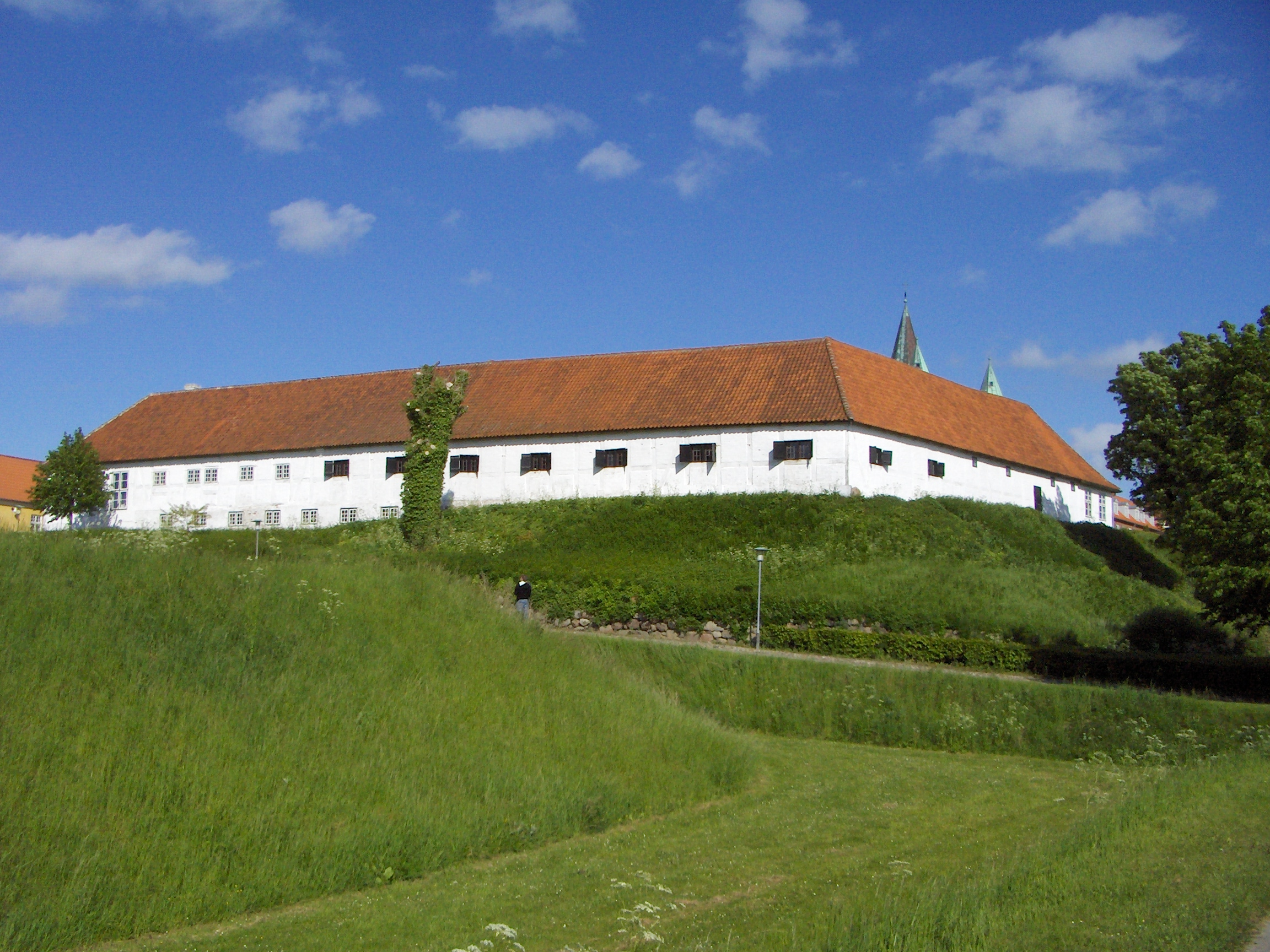
Lindegården (2)
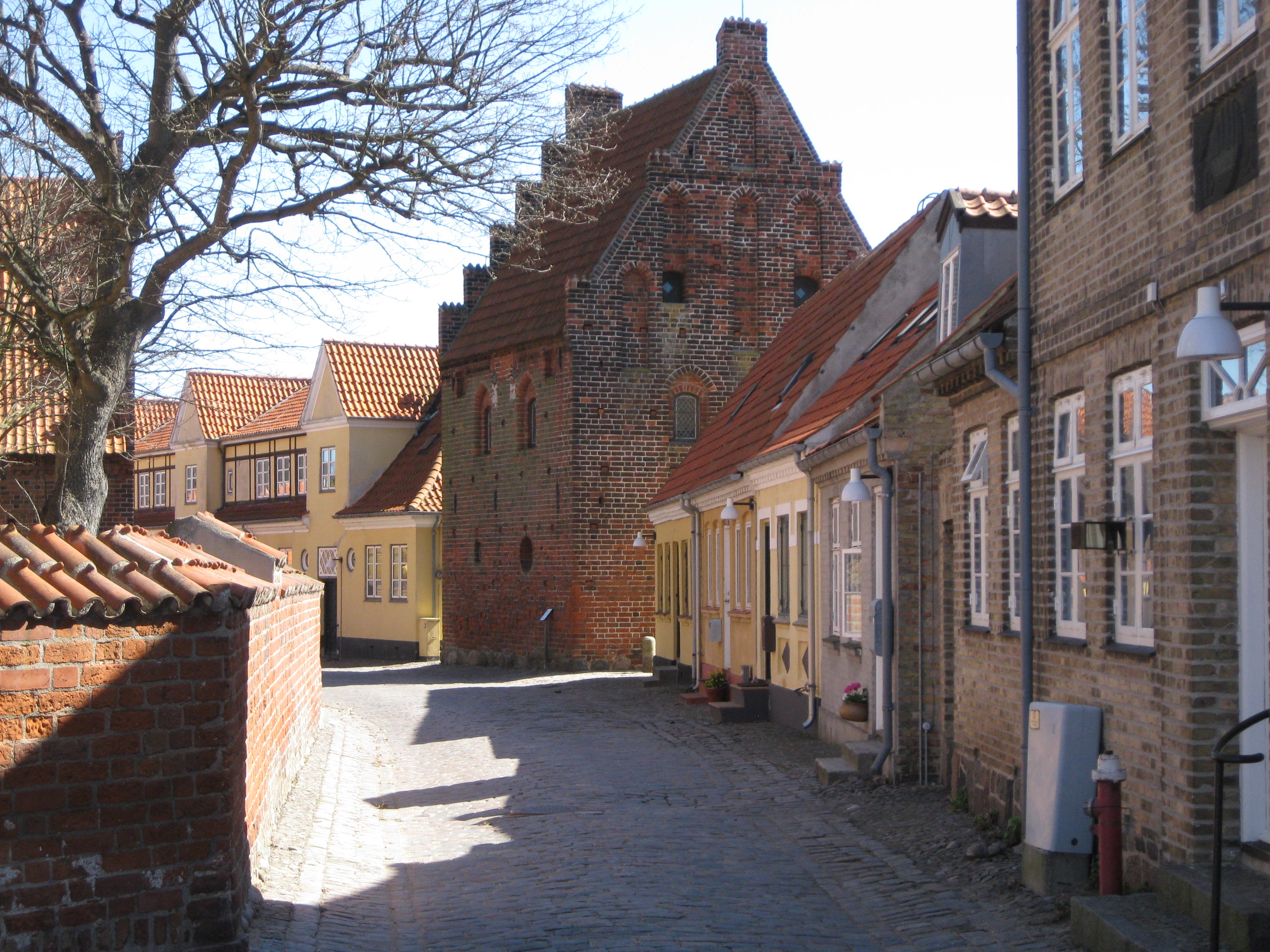
Voormalige Latijnse school in de Præstegade
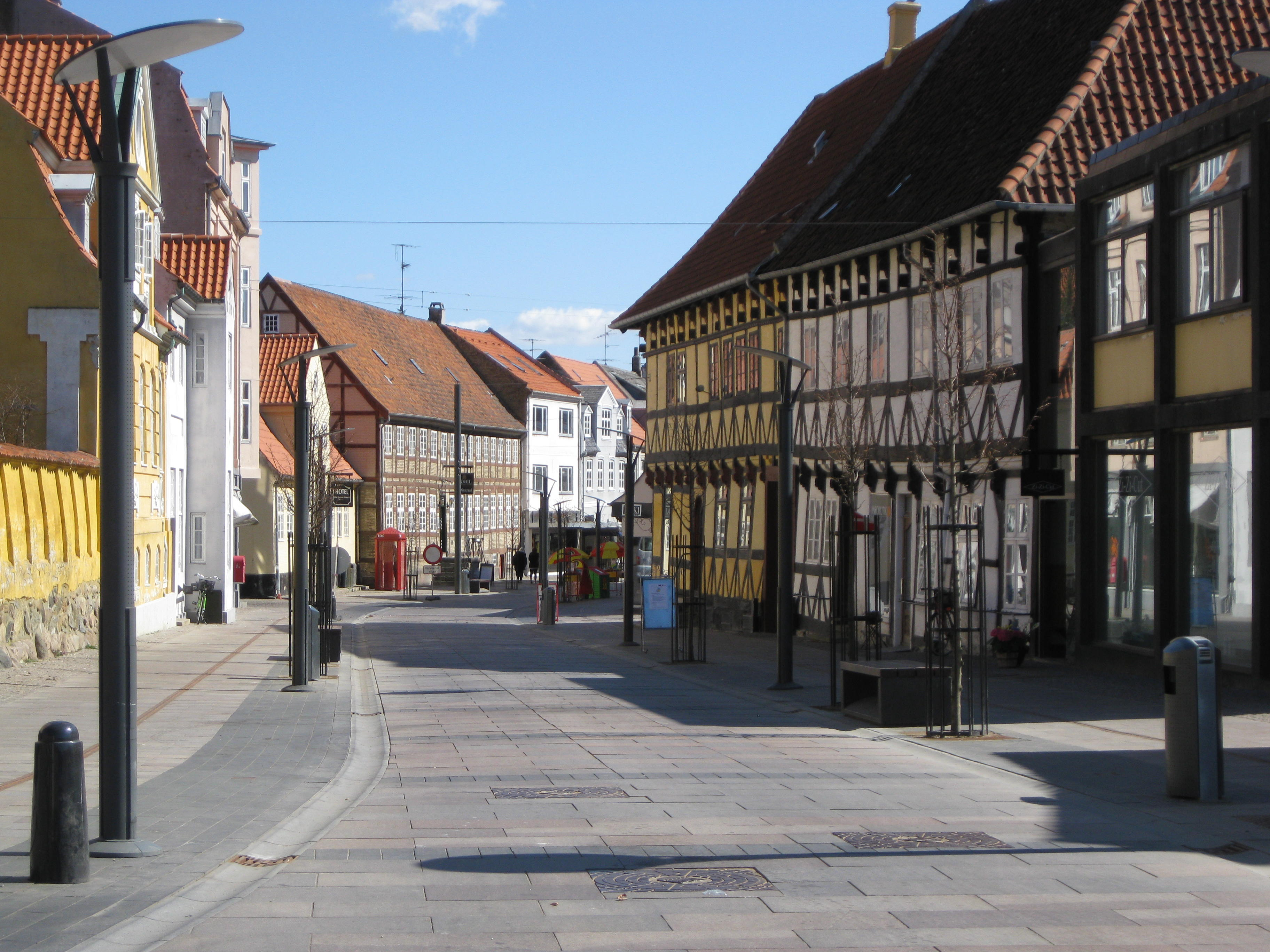
Lindegade
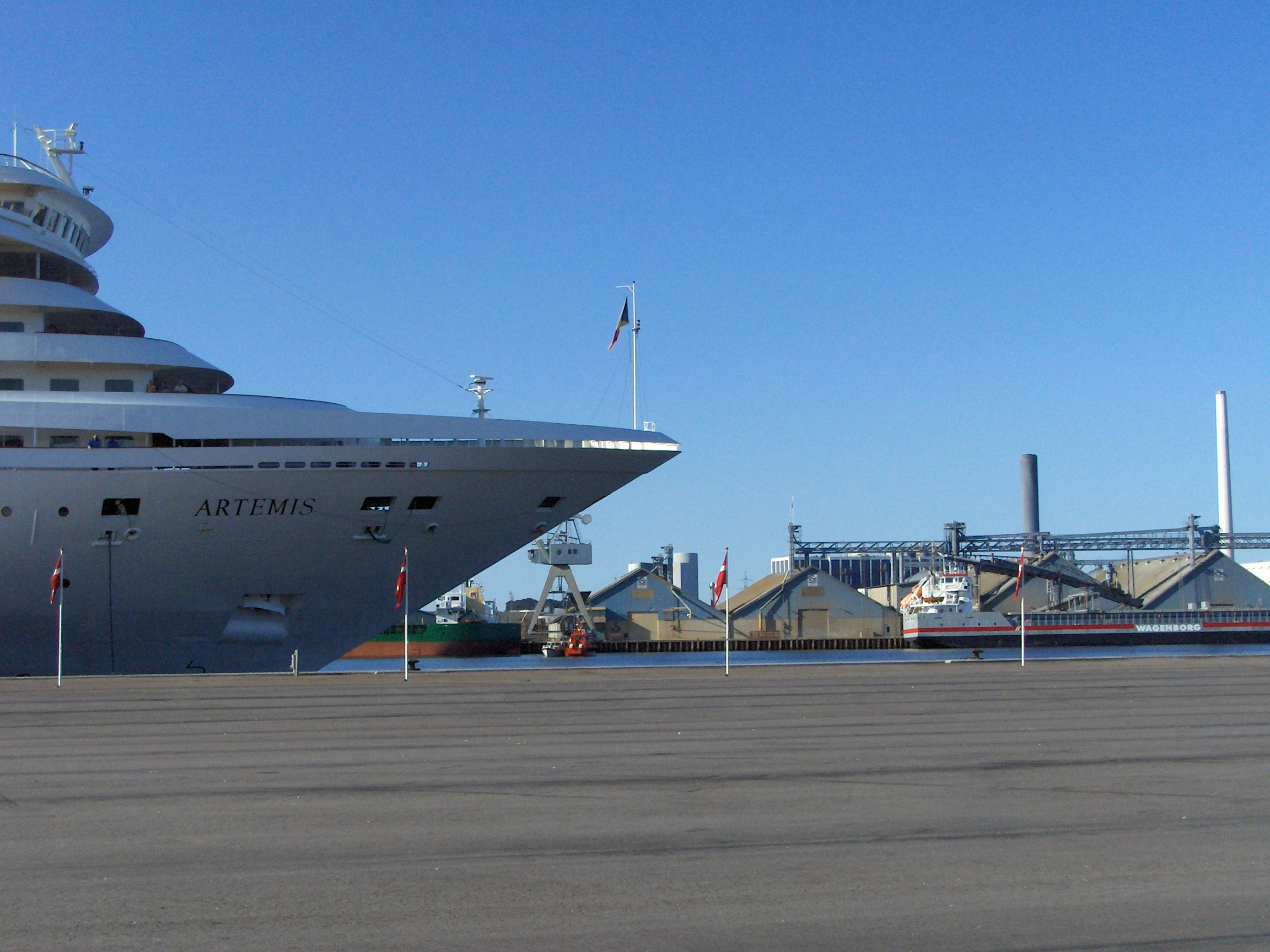
Cruiseschip aan de kade van Kalundborg

## Bekende (ex-)inwoners

### Geboren
- Wilhelm Hellesen (1836–1892), uitvinder van de batterij en ondernemer
- Frederik Valdemar Olsen (1877-1962), generaal van Force Publique in Belgisch-Congo
- Sigrid Undset (1882-1949), Noorse schrijfster en Nobelprijswinnares (1928)
- Peter Vilhelm Glob (1911-1985), archeoloog
- Anne Elisabet Jensen (1951), politicus
- Claus Nielsen (1964), voetballer

### Overleden
- Koning Christiaan II van Denemarken (1481-1559)

### Overigen
- Esbern Snare , (1127-1204), lid van het adellijke geslacht Hvide, kanselier van de koning, beroemd ridder,  nam rond 1192 deel aan de kruistochten, liet de O.L. Vrouwekerk van Kalundborg bouwen; wordt door velen als de stichter van de stad beschouwd. Hij was een broer van bisschop Absalon van Lund.
- Christian Elling (1901-1974), kunsthistoricus, in Kalundborg opgegroeid

- Gemeinsame Normdatei: 4275680-7
- Library of Congress Control Number: n80104609
- Nationale Bibliotheek van Israël: 987007554910105171
- Virtual International Authority File: 164855234
- WorldCat: E39PBJvd88KjmwktGr4HG4dmh3